# Govenia tequilana
Govenia tequilana là một loài thực vật có hoa trong họ Lan. Loài này được Dressler & Hágsater mô tả khoa học đầu tiên năm 1973.